# Hamza Nagga
Hamza Nagga, né le 29 mai 1990 à Tunis, est un joueur tunisien de volley-ball. Il mesure 1,91 m et joue en tant qu'attaquant.
Il prend part aux Jeux olympiques d'été de 2012 avec l'équipe de Tunisie.

## Clubs
- 2009-2012 : Tunis Air Club (Tunisie)
  - 2010-2012 : Club olympique de Kélibia (Tunisie)
- 2012-2020 : Étoile sportive du Sahel (Tunisie)
  - 2014 : Darkulaib Club (Bahreïn)
- depuis 2020 : Espérance sportive de Tunis (Tunisie)

## Palmarès

### Équipe nationale
- Jeux olympiques
  - 11e aux Jeux olympiques de 2012 ( Royaume-Uni)
- Championnat du monde
  - 19e en 2010 ( Italie)
- Championnat d'Afrique
  -  Troisième en 2011 ( Maroc)
  -  Finaliste en 2013 ( Tunisie)
- Jeux méditerranéens
  -  Médaille d'argent aux Jeux méditerranéens de 2013 ( Turquie)
- Championnat arabe
  -  Vainqueur en 2012 ( Bahreïn)
- Championnat d'Afrique des moins de 21 ans
  -  Vainqueur en 2008 ( Tunisie)

### Autres
- Vainqueur du Tournoi international de Rashed en 2012[1] ( Émirats arabes unis)
- Vainqueur de la coupe du président Noursoultan Nazarbaïev en 2012[2] ( Kazakhstan)

### Clubs
- Championnat de Tunisie
  -  Vainqueur en 2014
- Coupe de Tunisie
  -  Vainqueur en 2011 et 2015
- Championnat arabe des clubs champions
  -  Finaliste en 2014 ( Tunisie)

## Récompenses et distinctions
- Meilleur joueur du championnat arabe des moins de 19 ans en 2007[3]
- Meilleur joueur dans la coupe du président Noursoultan Nazarbaïev en 2012[4] (tournoi amical au Kazakhstan)